# Sebastianskirche (Bahnbrücken)

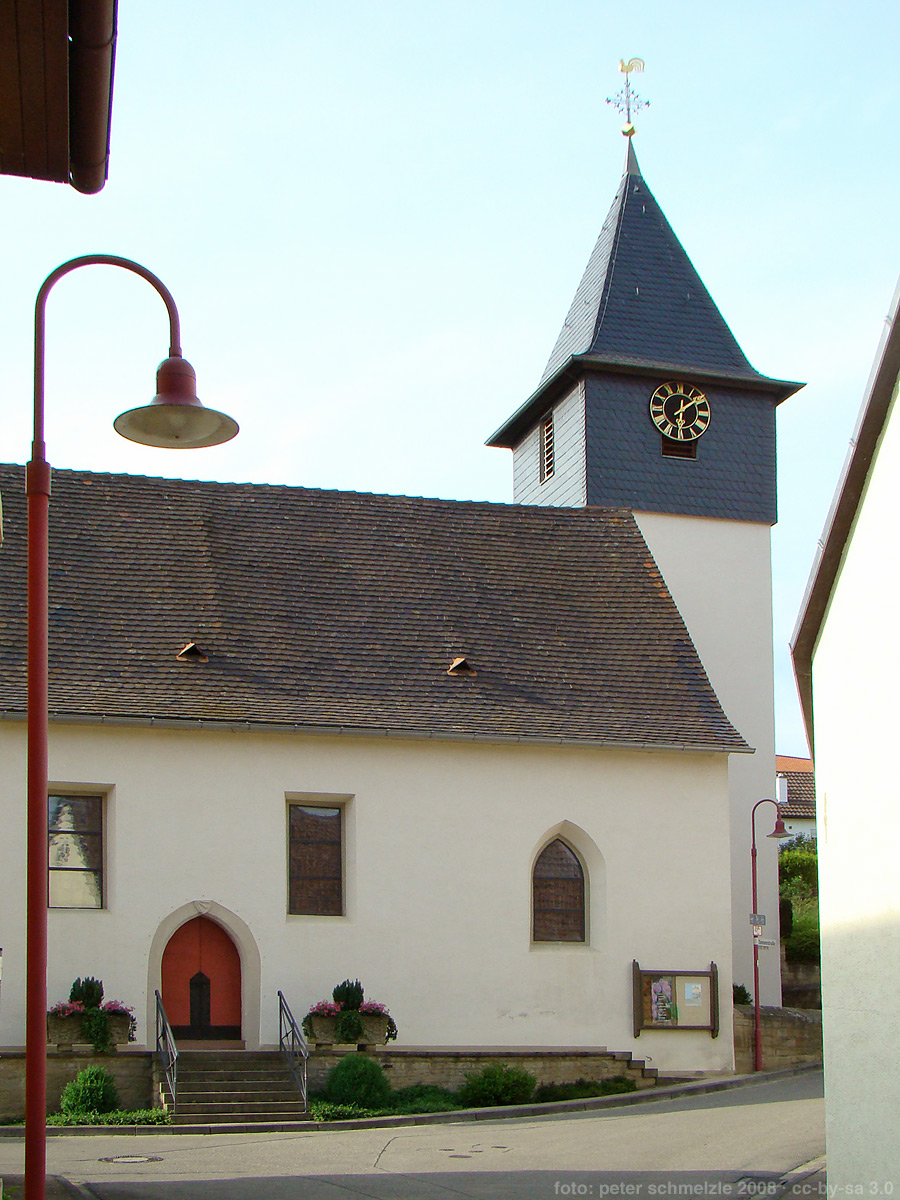
Sebastianskirche

Die Sebastianskirche ist ein evangelisches Kirchengebäude in Bahnbrücken, einem Stadtteil von Kraichtal im Landkreis Karlsruhe im nördlichen Baden-Württemberg.
Die Kirche ist ein äußerlich schlichtes, einschiffiges Gotteshaus mit geradem Chorabschluss. Vermutlich wurde sie im 15. Jahrhundert als kleine Kapelle der in der Gegend begüterten Freiherren von Reihen und Strahlenberg von Schriesheim erbaut und mit sog. Secco-Wandmalereien versehen, welche wohl im Zeitalter der Reformation übertüncht wurden.
Die ersten Erweiterungen wurden im 18. Jahrhundert vorgenommen; es wurde die Kapelle erweitert und auf der Westseite ein Türmchen aufgesetzt. Im Jahr 1911 wurden die Wandmalereien wiederentdeckt und freigelegt. Die Malereien bedecken die Chor- und Südwand und zeigen biblische Gestalten, Heilige, Bischöfe und das Martyrium Sebastians, von dem die Kirche ihren Namen hat, sowie ein wandhohes Bild der Mantelschaft Marias.
Achtzehn Jahre später, im Jahr 1929, wurde das Türmchen an der Westseite abgebrochen, die Kirche nach Westen und nach Norden erweitert und an der Ostseite ein neuer Turm angebaut, in welchem im Erdgeschoss eine Sakristei eingerichtet wurde. Gleichzeitig wurde die Orgelempore an der Ostseite entfernt und die Orgel in den nördlichen Anbau eingebaut.
Ab der Mitte des 20. Jahrhunderts wurde die Kirche in bestimmten Abständen renoviert. So erhielt sie Ende der 1960er Jahre zunächst einen neuen Außenputz. Die Heizung wurde 1976 erneuert und 1978 wurde die Sakristei im Turm saniert. In den Jahren 1983/84 wurde die Kirche innen renoviert. Dabei wurden die Wandmalereien fachgerecht restauriert und aufgefrischt. Nachdem die bisherige Orgel durch die Innenrenovierung stark in Mitleidenschaft gezogen worden war, erhielt die Kirche 1986 schließlich eine neue Orgel.
Anfang der 1990er Jahre wurde das Dach neu eingedeckt, dabei wurde auch der Turmhahn erneuert. Schließlich erhielt die Kirche einen neuen Außenputz, so dass das Gotteshaus heute in neuem Glanz erstrahlt.

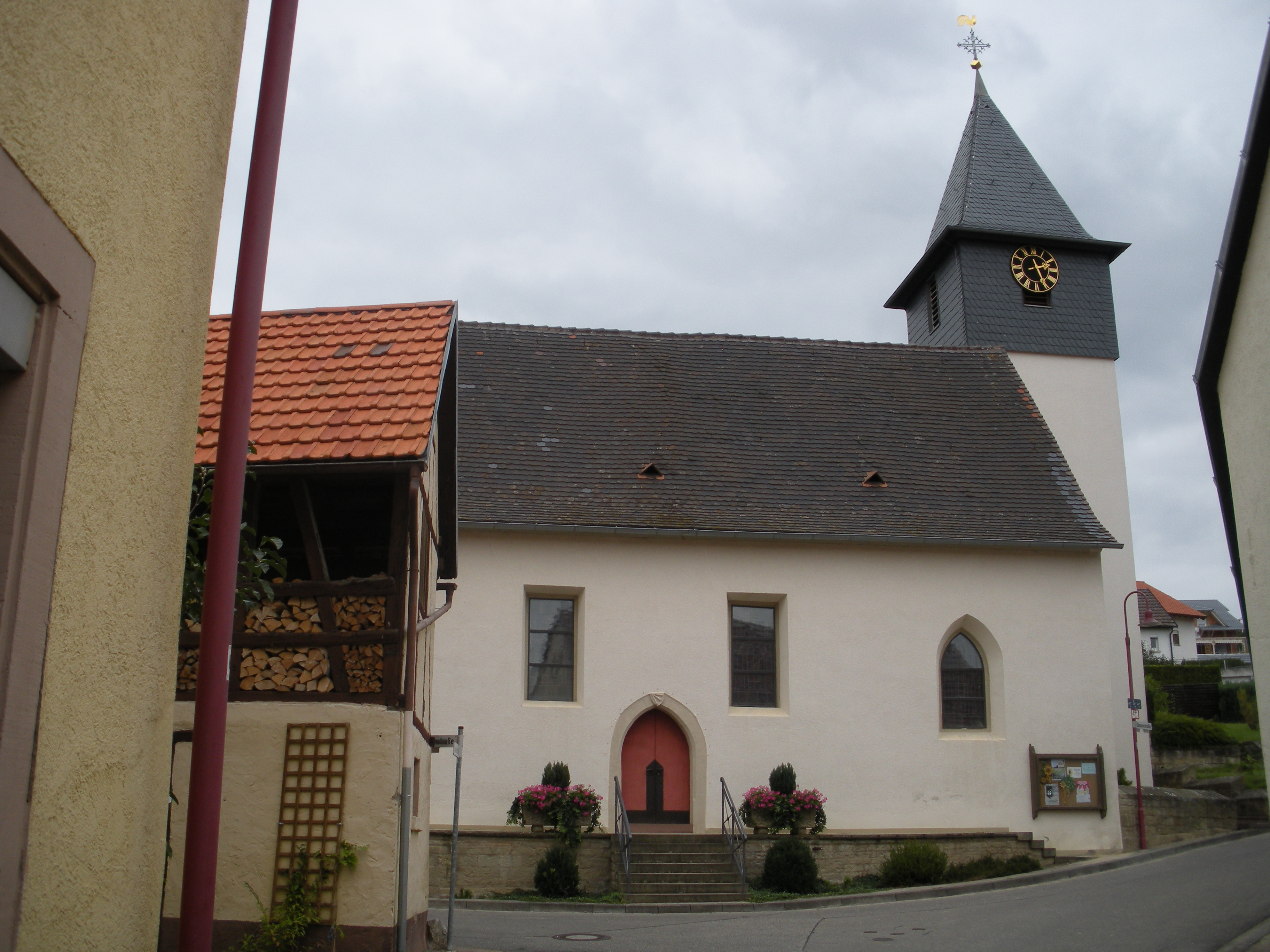
Sebastianskirche
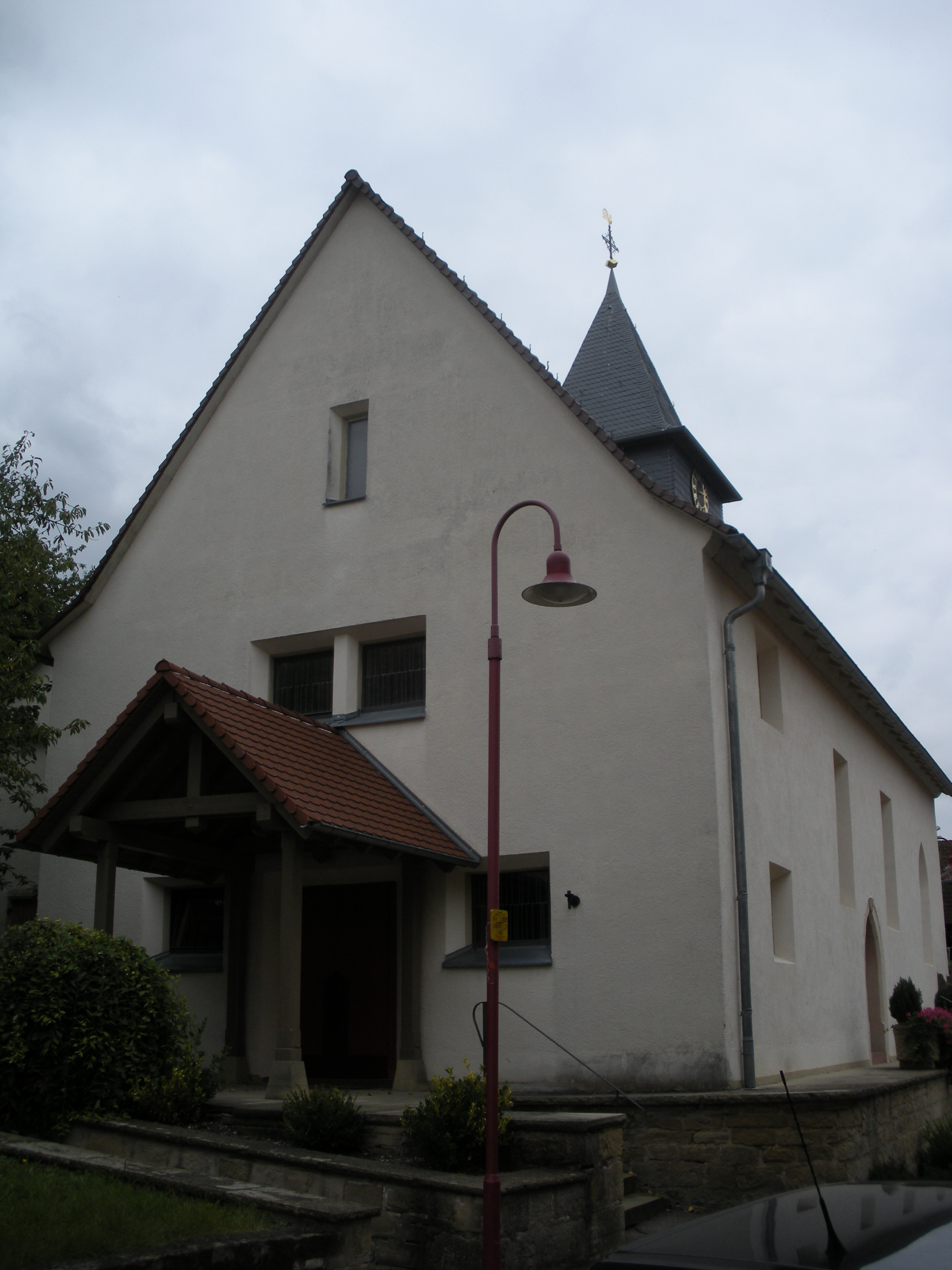
Ansicht von Westen
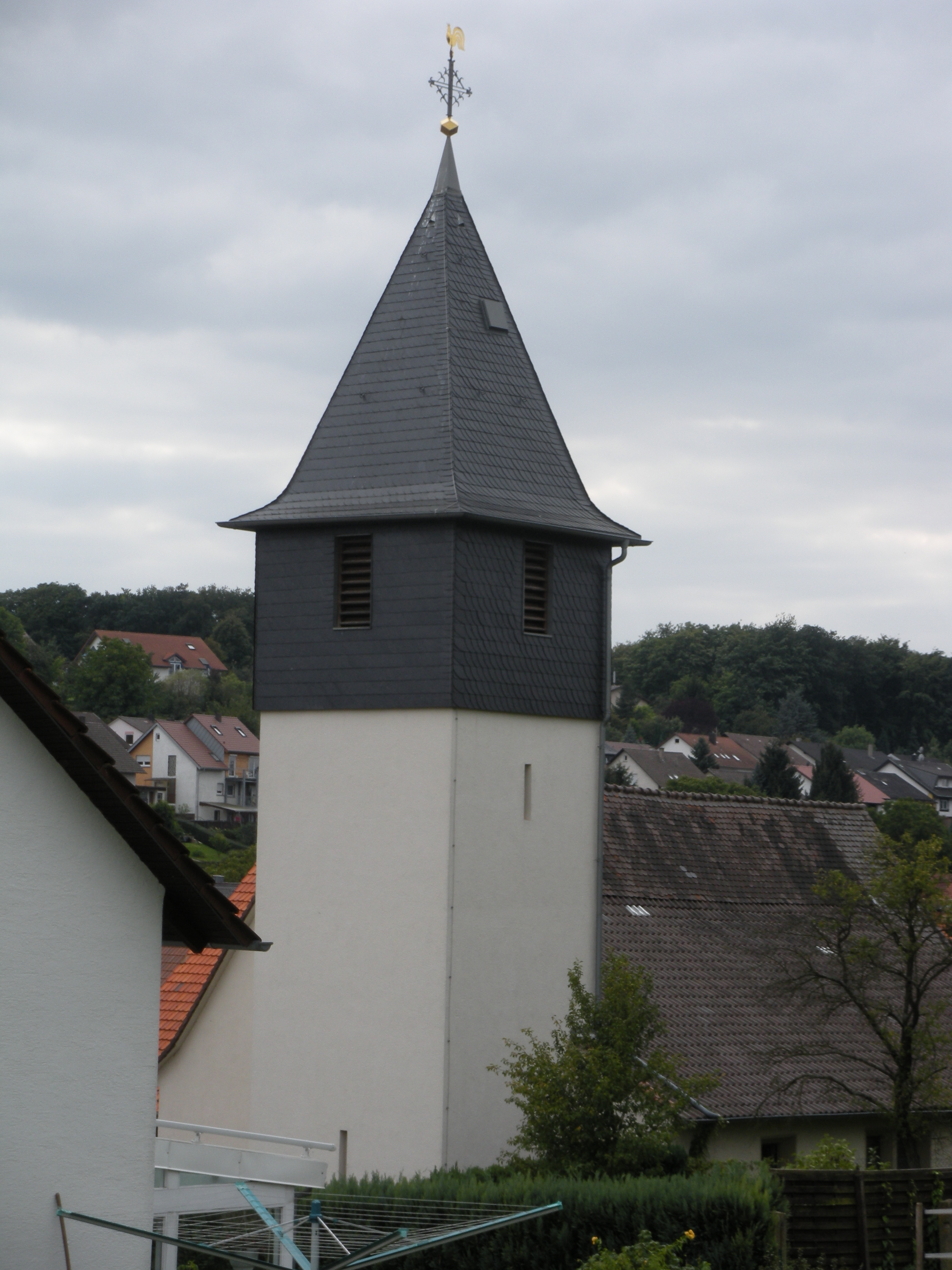
Turm von Nordosten